# Hüttsiefen
Das Naturschutzgebiet Hüttsiefen liegt auf dem Gebiet der Stadt Stolberg in der Städteregion Aachen in Nordrhein-Westfalen.

## Lage
Das Gebiet erstreckt sich südöstlich der Kernstadt von Stolberg und östlich des Stolberger Stadtteils Mausbach. Östlich des Gebietes liegt die 162 ha große Wehebachtalsperre und – auf dem Gebiet der Gemeinde Hürtgenwald im Kreis Düren – das etwa  416,4 ha große Naturschutzgebiet (NSG) Teilflächen im Hürtgenwald mit Schieferbergbauflächen von der Roten Wehe bis zum Gürzenicher Bruch. Südlich erstreckt sich das etwa 13,0 ha große NSG Rothsiefen und westlich das etwa 55,2 ha große NSG Oberlauf des Omerbaches.

## Bedeutung
Das etwa 23,7 ha große Gebiet wurde im Jahr 2005 unter der Schlüsselnummer ACK-106 unter Naturschutz gestellt.
Schutzziele sind die Erhaltung eines naturnahen Fließgewässers, von bachbegleitenden Erlenwäldern und von Quellen.